# Debaser (rockklubb)

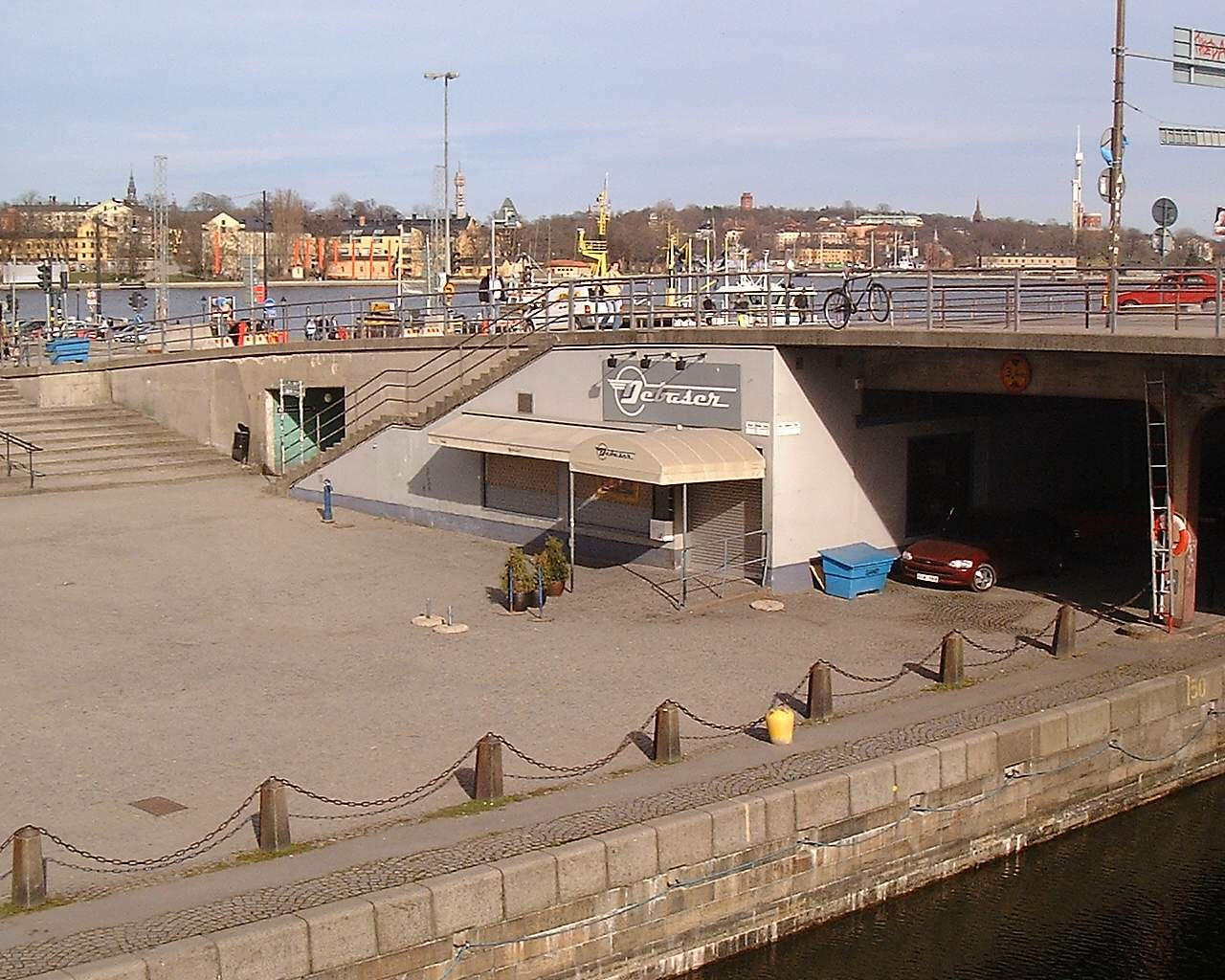
Debaser vid Slussen våren 2007.

Debaser är en rockklubb i Stockholm. Sedan 2019 huserar klubben enbart på Hornstulls strand men tidigare fanns den även vid Slussen (2002–2013), Medborgarplatsen (2006–2016), Humlegården samt i Malmö (2007–2013). Den har fått sitt namn efter Pixies-låten med samma namn. På Debaser har flera stora inhemska och internationella artister spelat, däribland Bob Dylan, The Zombies, Ebba Grön, The Strokes, The Soundtrack of Our Lives, The Cooks, Bob hund, Arcade Fire, Dizzee Rascal, The War on Drugs, Pete Doherty, Marit Bergman, Bright Eyes och Ryan Adams.
Klubben grundades av Annelie Telford och Jocke Jonsson.  Den öppnade i september 2002, i en lokal under Slussens klöverkorsning. Den 1 september 2006 öppnade man ytterligare en lokal, Debaser Medis, i Medborgarhuset på Medborgarplatsen, samma lokaler som tidigare klubben Mondo var inhyst i. Den 3 maj 2007 öppnade även Debaser i Malmö, i Inkonsts gamla lokaler vid Folkets Park.
Debaser är ett etablerat inslag i Stockholms klubb- och kulturliv för små och medelstora band. Ebba Gröns tillfälliga och spontana återförening i samband med hyllningen av Joe Strummer skedde på Debaser Slussen 2003, och Pete Dohertys utekvällar på Debaser har gett upphov till uppmärksammade tidningsartiklar. Bob Dylan gav 2007 en oförutsedd och uppmärksammad spelning på Debaser Medis.
Debaser Slussen stängde 2013 på grund av ombyggnaden av Slussen. Samma år stängde även Debaser Malmö. Debaser Medis hade sin sista öppna kväll på nyårsafton 2016, i samband med att ombyggnaden av Medborgarhuset inleddes. Debaser Strand var under en tid 2019–2021 också hotat av uppsägning på grund av reparationsbehov av gatan ovanför klubbens lokal, men fick i oktober 2021 besked om en förlängning av hyreskontraktet till 2027. Kort därefter meddelade vd Annelie Telford och övriga delägare att verksamheten skulle säljas till Koh Phangan AB.